# Guy II van Colmieu
Gui II van Colle Medio, ook wel Guy II van Colmieu of de Collomedo, (Colmier ?  - Avignon, 22 januari 1306) was een Frans geestelijke.
Guy was bisschop van Kamerijk (1296 - 1306), tot hij door paus Clemens V tot aartsbisschop van Salerno in Italië werd verheven. Hij stierf echter in Avignon nog voor hij bezit van zijn aartsbisdom genomen had. Hij was zeer ervaren in de godgeleerdheid en schreef: Dialogus de VII Sacramentis, Sermones.